# Cot Lueng Angen (berg i Indonesien, lat 5,86, long 95,25)
Cot Lueng Angen är ett berg i Indonesien.   Det ligger i provinsen Aceh, i den västra delen av landet, 1 900 km nordväst om huvudstaden Jakarta. Toppen på Cot Lueng Angen är 103 meter över havet. Cot Lueng Angen ligger på ön Pulau We.
Terrängen runt Cot Lueng Angen är kuperad åt sydost, men norrut är den platt. Närmaste större samhälle är Sabang, 7,7 km öster om Cot Lueng Angen. I omgivningarna runt Cot Lueng Angen växer i huvudsak städsegrön lövskog.